# Pedro Holstein Campilho
Pedro Domingos de Sousa e Holstein Campilho (Lisboa, 15 de Dezembro de 1949) é um político português.

## Biografia
Filho de Pedro Sebastião de Morais Sarmento Campilho (Porto, 8 de Dezembro de 1918 - Lisboa, Lumiar, 16 de Setembro de 1969) e de sua mulher (Setúbal, São Lourenço (Vila Nogueira de Azeitão), 16 de Dezembro de 1947) Isabel Juliana de Sousa e Holstein Beck (Cascais, Cascais, 22 de Agosto de 1925 - Cascais, Cascais, Casa da Conceição Velha, 14 de Junho de 2015), filha do 5.º Duque de Palmela, Representante do Título de Marquês do Faial, 4.º Conde de Calhariz, 3.º Visconde de Lançada, 3.º Conde da Póvoa e Representante do Título de Barão de Teixeira. É tio paterno de Matilde Campilho.
É Director de Marketing, Membro e Gestor de Empresas.
Militante do Partido Social Democrata, foi Deputado da Assembleia da República pelo Círculo Eleitoral de Lisboa na V Legislatura, de 13 de Agosto de 1987 a 3 de Novembro de 1991, pelo Círculo Eleitoral de Lisboa na VI Legislatura, de 4 de Novembro de 1991 a 26 de Outubro de 1995 e pelo Círculo Eleitoral de Lisboa na VII Legislatura, de 27 de Outubro de 1995 a 24 de Outubro de 1999.
Casou em Cascais, Cascais, a 27 de Novembro de 1976 com Isabel Maria Folque Perestrelo de Vasconcelos (6 de Março de 1955), sobrinha-trineta do 1.º Visconde de São Torquato, tetraneta do 3.º Marquês de Castelo Melhor e 7.º Conde da Calheta, do 1.º Visconde de São Salvador de Campos, do 1.º Conde de Murça e da 6.ª Condessa de Óbidos, 7.ª Condessa da Palma e 6.ª Condessa do Sabugal, 5.ª neta do 1.º Marquês de Santa Iria e 3.º Conde de Alva, sobrinha-5.ª-neta da 1.ª Condessa de Sousa Coutinho, tetraneta do 1.º Visconde das Fontainhas e neta materna da 5.ª Marquesa de Loulé e 4.ª Duquesa de Loulé e 12.ª Condessa de Vale de Reis, com geração. 